# 名古屋情報メディア専門学校
名古屋情報メディア専門学校（なごやじょうほうメディアせんもんがっこう）は、愛知県名古屋市熱田区大宝四丁目にある私立専門学校。北海道情報大学のほか全国に10校の専門学校を有するEDCグループの一校。設置者は株式会社エスシーシー（電子開発学園）。
中区栄にサテライト校舎を持つ。

## 設置学科
- 総合情報（大学併修）学科【昼間・4年】
  - システム開発専攻
  - ゲーム開発専攻
  - ネットセキュリティ専攻
  - 医療情報専攻
  - 経営ビジネス専攻
- ゲーム学科【昼間・3年】
  - 3Dゲーム開発専攻
  - スマホゲーム開発専攻
  - オンラインゲーム開発専攻
- CG・Web学科【昼間・3年】
  - 3ＤCGアニメ専攻
  - Webシステムデザイン専攻
- メディアデザイン学科【昼間・2年】
  - キャラクターデザイン専攻
  - Webデザイン専攻
- ITスペシャリスト学科【昼間・3年】
  - システム開発専攻
  - ネットセキュリティ専攻
  - スマホアプリ開発専攻
  - 医療情報専攻
- IT（情報技術）学科【昼間・2年】
  - ITプログラム専攻
  - ITビジネス専攻
- ライセンス学科【昼間・1年】
  - ITライセンス専攻
  - ビジネスライセンス専攻

## 沿革
- 1970年（昭和45年） - 名古屋電子計算機専門学校開校。
- 1980年（昭和55年） - 姉妹校 名古屋情報経理専門学校開校。
- 1989年（平成元年） - 北海道情報大学開学。
- 1991年（平成3年） - 通信衛星を用いた双方向型遠隔教育システムPINE-NETによる授業開始。
- 1994年（平成6年） - 北海道情報大学名古屋教育センター開設。総合情報学科（大学併修）設置。
- 2001年（平成13年） - 名古屋情報メディア専門学校に校名変更。
- 2008年（平成20年） - 姉妹校 名古屋情報経理専門学校が名古屋医療情報専門学校へ校名変更、遠隔教育システムを通信衛星から地上高速専用回線に設備を一新しPINE-NET IIとして運用開始。

## 所在地
- 愛知県名古屋市熱田区大宝4-19-14
- 愛知県名古屋市中区栄4-15-14 （サテライト校舎）

## 姉妹校
- 名古屋医療情報専門学校
- 北海道情報大学
- 北海道情報専門学校
- 新潟情報専門学校
- 大阪情報専門学校
- 広島情報専門学校
- KCS北九州情報専門学校
- KCS福岡情報専門学校
- KCS大分情報専門学校
- KCS鹿児島情報専門学校

## その他
- 他の電子開発学園系列の専門学校と同様、国家資格の基本情報技術者試験（FE）の午前科目免除制度の認定校となっている[1][2]。